# Global a Go-Go
Albums de Joe Strummer and The Mescaleros
Rock Art and the X-Ray Style
(1999) Streetcore
(2003)
Global a Go-Go est le deuxième album de Joe Strummer and The Mescaleros, possédant toujours leur marque de fabrique avec un genre mélangeant le folk rock et le style unique des paroles de Joe Strummer.

## Détail
Comme le suggère le titre, il y a des influences de world music sur l'album, particulièrement sur la chanson éponyme et Bhindhi Bhagee, un hommage aux « humbles » mais variées et passionnantes zones ethniques et multi-culturelles de Londres et des autres grandes villes.
Les instruments acoustiques sont fortement présents sur cet album, spécialement sur le titre instrumental Minstrel Boy, une longue version arrangée d'une chanson traditionnelle irlandaise durant près de 18 minutes.
Parmi les autres sujets couverts, on retrouve un show radio de Strummer, lequel fut retransmis sur le service mondial de la BBC (Global a Go-Go), et les thèmes politiques de gauche chers à Strummer (position bien connue depuis son époque en tant que membre des Clash).
L'album fut bien accueilli par les critiques et les fans, rencontrant plus de succès que leur précédent disque 
Rock Art and the X-Ray Style.

### Participations
Roger Daltrey, un ami de longue date de Joe Strummer, fait les chœurs sur la chanson Global A Go-Go.
On suppose également que Pete Townshend fait une apparition sur Minstrel Boy, mais cela n'a jamais été confirmé.

### Reprises
Une différente version de Minstrel Boy a été utilisée comme musique de fin du film La Chute du faucon noir de Ridley Scott. Celle-ci est nettement plus courte et ne présente que les paroles originales.
De la même façon, on peut entendre Mondo Bongo dans le film de Doug Liman, Mr. et Mrs. Smith (Mr. & Mrs. Smith).
Le titre Minstrel Boy est aussi connu comme « l'hymne de Worldcom » après avoir été utilisé dans des spots publicitaires par la société de télécommunication alors proche de la banqueroute.

## Chansons de l'album
Toutes les chansons sont des Mescaleros à l'exception de la dernière :
1. Johnny Appleseed – 4:03
2. Cool 'n' Out – 4:22
3. Global a Go-Go – 5:55
4. Bhindi Bhagee – 5:47
5. Gamma Ray – 6:58
6. Mega Bottle Ride – 3:33
7. Shaktar Donetsk – 5:57
8. Mondo Bongo – 6:14
9. Bummed Out City – 5:33
10. At the Border, Guy – 7:08
11. Minstrel Boy (traditionnel) – 17:53

## Personnes ayant participé à l'album
- Joe Strummer - chant, producteur
- Martin Slattery - synthétiseur, guitare basse, guitare fuzz, bourdons, piano électrique Wurlitzer, hammer-dulcimer, mélodica, saxophone, orgue Hammond, accordéon, guitare, flûte, chœurs, producteur
- Scott Shields - guitare basse, guitare, bongos, orgue Hammond, cloches, boucles, batterie, chœurs, producteur
- Pablo Cook - udu[3], percussion cubaine, cris, güiro, shaker[4], bodhrán, glassharmonica, bruit, cloches, batterie, bongos, tambourin, sifflet, conga
- Tymon Dogg - guitare classique, violon, mandoline
- Richard Flack - cymbales, chœurs, producteur
- Roger Daltrey - chant
- Antony Genn - cordes, boucles
- Chris Lasalle - mixage
- Bob Gruen - photographie